# Lorenzo Girolamo Mattei
Lorenzo Girolamo Mattei (ur. 28 maja 1748 w Rzymie, zm. 24 lipca 1833 tamże) – włoski kardynał.

## Życiorys
Urodził się 28 maja 1748 roku w Rzymie, jako syn Girolama Mattei i Marii Cateriny Altieri (jego bratem był Alessandro Mattei). W młodości uzyskał doktorat utroque iure. 13 stycznia 1772 roku przyjął święcenia kapłańskie. Następnie został referendarzem Trybunału Obojga Sygnatur. 27 września 1822 roku został łacińskim patriarchą Antiochii, a dwa dni później przyjął sakrę. Cztery lata później odmówił objęcia archidiecezji Ferrary. 15 kwietnia 1833 roku został kreowany kardynałem prezbiterem, jednak zmarł 24 lipca w Rzymie, przed nadaniem kościoła tytularnego.